# رافاييل أريفالو مارتينيز
رافاييل أريفالو مارتينيز (بالإسبانية: Rafael Arévalo Martínez)‏ هو صحفي وكاتب وشاعر غواتيمالي، ولد في 25 يوليو 1884 في غواتيمالا في غواتيمالا، وتوفي بنفس المكان في 12 يونيو 1975.

## وصلات خارجية
- رافاييل أريفالو مارتينيز على موقع الموسوعة البريطانية (الإنجليزية)
- رافاييل أريفالو مارتينيز على موقع ديسكوغز (الإنجليزية)